# Nototriche vargasii
Nototriche vargasii är en malvaväxtart som beskrevs av Antonio Krapovickas. Nototriche vargasii ingår i släktet Nototriche och familjen malvaväxter. Inga underarter finns listade i Catalogue of Life.